# REXO2
REXO2 (англ. RNA exonuclease 2) – білок, який кодується однойменним геном, розташованим у людей на короткому плечі 11-ї хромосоми. Довжина поліпептидного ланцюга білка становить 237 амінокислот, а молекулярна маса — 26 833.
| 10         |  | 20         |  | 30         |  | 40         |  | 50         |
| ---------- |  | ---------- |  | ---------- |  | ---------- |  | ---------- |
| MLGGSLGSRL |  | LRGVGGSHGR |  | FGARGVREGG |  | AAMAAGESMA |  | QRMVWVDLEM |
| TGLDIEKDQI |  | IEMACLITDS |  | DLNILAEGPN |  | LIIKQPDELL |  | DSMSDWCKEH |
| HGKSGLTKAV |  | KESTITLQQA |  | EYEFLSFVRQ |  | QTPPGLCPLA |  | GNSVHEDKKF |
| LDKYMPQFMK |  | HLHYRIIDVS |  | TVKELCRRWY |  | PEEYEFAPKK |  | AASHRALDDI |
| SESIKELQFY |  | RNNIFKKKID |  | EKKRKIIENG |  | ENEKTVS    |  |            |

A: Аланін

C: Цистеїн

D: Аспарагінова кислота

E: Глутамінова кислота

F: Фенілаланін

G: Гліцин

H: Гістидин

I: Ізолейцин

K: Лізин

L: Лейцин

M: Метіонін

N: Аспарагін

P: Пролін

Q: Глутамін

R: Аргінін

S: Серин

T: Треонін

V: Валін

W: Триптофан

Кодований геном білок за функціями належить до гідролаз, екзонуклеаз, нуклеаз, фосфопротеїнів. 
Задіяний у такому біологічному процесі, як ацетилювання. 
Білок має сайт для зв'язування з іоном марганцю. 
Локалізований у цитоплазмі, ядрі, мітохондрії.